# Муни, Харольд
Харольд «Хэл» Муни (Harold A. Mooney; род. 1 июня 1932, Санта-Роза, Калифорния) — американский биолог, известный эколог, специалист по физиологии растений, занимается оценкой глобального воздействия изменения климата и деградации экосистем. Доктор философии (1960), эмерит-профессор Стэнфордского университета, член Американского философского общества (1995), НАН США (1982), иностранный член РАН (1999), лауреат престижнейших экологических премий. Защитник идеи о биоразнообразии как ключевом элементе в функционировании экосистем.

## Биография
Первоначально поступил в Калифорнийский университет в Беркли на политологию, однако был вынужден прервать учёбу по материальным причинам.
Окончил Калифорнийский университет в Санта-Барбаре (бакалавр биологии, 1957). Продолжил изучение экологии растений в Университете Дьюка, где учился у Dwight Billings, и получил степени магистра в 1958 году и доктора философии по биологии в 1960 году. Затем ассоциированный профессор в Калифорнийском университете в Лос-Анджелесе. С 1968 года — в Стэнфордском университете, где с 1975 года полный профессор, а с 1976 года именной профессор (Paul F. Achilles Professor) экологической биологии. Под его началом получил докторскую степень Терри Чапин.
Будучи в 1988-1989 годах президентом Экологического общества Америки инициировал издание нового журнала «Ecological Applications».
Также в 1993 г. возглавлял Американский институт биологических наук (American Institute of Biological Sciences). Являлся генеральным секретарём Международного совета по науке.
Его лекция по вручению ему медали Невады в 2000 году была озаглавлена «Конец природы, какой мы её знали» («The End of nature As We Knew It»).
Разработал современные подходы в исследовании того, как растения реагируют на окружающую среду.
Член Американской академии искусств и наук (1982), Калифорнийской академии наук (1993), World Academy of Arts and Sciences (1998), Американской ассоциации содействия развитию науки (1964), почётный член Британского экологического общества.
Автор более 400 научных работ, в том числе в Science и Nature.

## Награды и отличия
- 1962 — George Mercer Award Экологического общества Америки[13]
- 1974 — Стипендия Гуггенхайма[14]
- 1983 — Merit Award Ботанического общества Америки[15]
- 1990 — ECI Prize[англ.]
- 1992 — Премия Макса Планка
- 1996 — Eminent Ecologist Award Экологического общества Америки[16]
- 2000 — Медаль Невады[17]
- 2002 — Премия Голубая планета
- 2003 — AIBS[англ.] Distinguished Scientist Award[11]
- 2007 — Ramon Margalef Prize in Ecology[англ.]
- 2008 — Премия Тайлера за достижения в области охраны окружающей среды[10]
- 2008 — BBVA Foundation Award for Biodiversity Conservation[18]
- 2010 — Премия Volvo за защиту окружающей среды[19]
- Почётный доктор Университета Дьюка (2015)